# Vladimir Makanin
Vladimir Makanin (in russo Владимир Семёнович Маканин?; Orsk, 13 marzo 1937 – Krasnyj, 1º novembre 2017) è stato uno scrittore russo autore di romanzi e racconti brevi.
Laureatosi all'Università statale di Mosca, ha lavorato come matematico per l'esercito russo sino agli anni sessanta (precisamente sino al 1963), quando, dopo aver frequentato un intenso corso di scrittura, esordì col racconto Sovietskiy Pisatel (Lo scrittore sovietico). Il suo stile è caratterizzato da un forte realismo, dalla psicologia intensa dei personaggi e da una profonda empatia.

## Opere tradotte in inglese
- Straight line (Linea diretta), 1967
- Blue and Red (Il blu e il rosso), 1971
- The portrait and around (Il ritratto e intorno), 1977
- Antileader, 1980
- Ancestor (L'antenato), 1982
- He and She (Lui e Lei), 1987

## Opere tradotte in Italiano
- Un posto al sole, Roma, E/O, 1988 (contiene: L'uomo del seguito, Ključarëv e Alimuškin, Il fiume dalla rapida corrente)
- Valvola di sfogo, Roma, Editori Riuniti, 1989 (contiene: Valvola di sfogo, Libri antichi)
- Azzurro e rosso, Roma, E/O, 1990 (contiene: Dove cielo e colline si uniscono, Azzurro e rosso)
- Il cunicolo, Roma, E/O, 1991
- Underground ovvero un eroe del nostro tempo, Milano, Jaca Book, 2012
- Là c'era una coppia, Venezia, Amos Edizioni, 2014